# Magoichi Tawara
Magoichi Tawara (俵 孫一), né le 16 juin 1869 à Hamada au Japon et décédé le lendemain de son 75e anniversaire le 17 juin 1944, est un homme politique japonais.

## Biographie
Tawara est né en 1869 dans l'actuelle ville de Hamada dans la préfecture de Shimane où sa famille fabriquait de la sauce de soja et des bougies depuis des générations. Il sort diplômé en droit de l'université impériale de Tokyo en 1895. En 1907, il est nommé au département d'éducation du bureau du résident-général de Corée et participe à la création du premier cadastre de la péninsule en 1910. Après son retour au Japon, il est nommé gouverneur de la préfecture de Mie (1912–1914), gouverneur de la préfecture de Miyazaki (1914–1915), gouverneur de Hokkaido (1915–1919), avant de devenir haut fonctionnaire au ministère des Affaires coloniales.  Tawara est élu à la chambre basse de la Diète du Japon lors des élections législatives japonaises de 1924, sous la bannière du Kenseikai. Il change plus tard d'affiliation politique en rejoignant le Rikken Minseitō, et est réélu six fois de suite. Il devient secrétaire général du parti en 1929.
En 1929, le premier ministre Osachi Hamaguchi le nomme ministre du Commerce et de l'Industrie. Après la fin de ce mandat en avril 1931, il continue de jouer un rôle important à la Diète et dans l'administration générale du Rikken Minseitō. Comme tous les autres hommes politiques japonais, Tawara est forcé de rejoindre l'association de soutien à l'autorité impériale créée par le premier ministre Fumimaro Konoe en 1940. Cependant, il est battu lors des élections législatives japonaises de 1942 et se retire de la vie publique. Il meurt en 1944 à l'âge de 75 ans.